# Милків
Милків (пол. Miłków) — колишнє село, а тепер — урочище в Польщі, у гміні Старий Диків Любачівського повіту Підкарпатського воєводства.

## Географія
Село було розташоване на відстані 6 кілометрів на південний захід від центру гміни міста Старий Диків, 18 кілометрів на північний захід від центру повіту міста Любачова і 77 кілометрів на схід від центру воєводства  — міста Ряшіва.

## Історія
Згадується в 1717 році як приватне село у складі Олешицького ключа власників Сенявських. Надалі переходило до Чарторийських, Замойських, Сапігів.

Церква Успіння Богородиці у Милкові, 1910 р.

У 1880 році село належало до Цішанівського повіту Королівства Галичини та Володимирії Австро-Угорської імперії, у селі було 520 мешканців і 83 проживало на землях фільварку, з них 320 греко-католиків та 169 римо-католиків. Місцева греко-католицька парафіяльна церква належала до Олешицького деканату Перемишльської єпархії.
Станом на 1 січня 1939 року в селі було 850 мешканців, з них 530 українців-грекокатоликів, 250 українців-римокатоликів, 40 поляків і 30 євреїв. Село входило до ґміни Дзікув Стари Любачівського повіту Львівського воєводства Польської республіки. 26 вересня 1939 року в село ввійшла Червона армія. Після анексії СРСР Західної України в 1939 році село включене до Любачівського району Львівської області. Поряд із селом проліг кордон з Генеральною губернією, через що жителів 18 січня 1941 року переселили в колишню німецьку колонію (німців щойно вивезли до Вартегау) Аніноса Монжанської сільради Манзирського району Ізмаїльської області і почали будувати Лінію Молотова. Однак уже у червні того ж року територію зайняли війська вермахту, після чого вивезені жителі різними шляхами повертались у повністю зруйноване село. 22 липня 1944 року Червона армія знову захопила село. В жовтні 1944 року Польщі віддані західні райони Львівської області, серед них і Любачівський. Корінне українське населення внаслідок виселення українців у 1945 році в СРСР та депортації в 1947 році в рамках акції Вісла на понімецькі території Польщі вбите або вивезене зі своєї історичної батьківщини. Мешканці села в рядах ОУН і УПА чинили опір етноциду. На місці знищеного села тепер росте ліс.

## Школа
У XIX ст. при церкві діяла початкова школа, у якій у 1846—1849 рр. навчав о. Григорій Масник. В 1874 р. заснована однокласова філіальна народна школа, у якій з 1890 р. навчались також і дівчата (змішана школа).

## Церква
Точної дати заснування церкви не збереглося, однак це відбулося не пізніше XVII ст. Поруч із церквою була кам'яна плита (ймовірно надгробна) з викарбуваними написом і роком —1667. На іконі Богоматері з дитятком на руках була вказана дата — листопад 1747 р., на різьбленій іконі Богоматері — 1650 р., на чаші — 1648 р., на Апостолі київського видання 1610  р. наявні записи з 1632 р. Метричні записи в церкві велися з 1766 р.
У 1910 р. на місці старої дерев'яної церкви Успіння Пресвятої Богородиці з дзвіницею змуровані нові. Місцева греко-католицька парафія з січня 1920 р. належала до Любачівського деканату Перемишльської єпархії.
У 1952 р. церква і дзвіниця розграбовані та зруйновані поляками.